# Misión Sanitaria Española de Ayuda a Vietnam del Sur
La Misión Sanitaria Española de Ayuda a Vietnam del Sur, cuyos primeros integrantes fueron conocidos como «Los doce de la fama», fue una iniciativa humanitaria y la primera misión sanitaria del ejército español. Se desarrolló en el contexto de la Guerra de Vietnam, como respuesta a la solicitud estadounidense dentro de la Campaña Más Banderas. Esta operación fue considerada como una misión secreta y tuvo lugar en el Delta del Mekong (Provincia de Gò Công) entre 1966 y 1971. Su objetivo principal era proporcionar atención médica a los civiles de Vietnam del Sur afectados por el conflicto, aunque también brindaron asistencia a heridos de ambos bandos. La misión incluía campañas de vacunación masiva y atención a los enfermos y heridos en un contexto de guerra.

## Contexto Histórico
España, bajo el régimen de Francisco Franco, mantuvo una postura oficialmente neutral durante la Guerra de Vietnam, evitando la participación militar directa. Sin embargo, en un gesto hacia sus aliados occidentales, y en particular hacia Estados Unidos, el gobierno español organizó la Misión Sanitaria de Ayuda a Vietnam del Sur en respuesta a la campaña estadounidense Campaña Más Banderas, que buscaba la participación de más países en apoyo del esfuerzo bélico en Vietnam. Aunque España no envió tropas, su contribución médica fue significativa.
La misión comenzó en 1966 y se prolongó hasta 1971, durante los años más intensos del conflicto. En ese período, la guerra causaba estragos en la población civil, y muchas áreas rurales, como Gò Công, en el Delta del Mekong, enfrentaban no solo los peligros del conflicto armado, sino también una grave crisis de salud pública debido a la destrucción de infraestructuras y la falta de acceso a servicios médicos.

## Los Doce de la Fama
Los primeros miembros de la misión fueron conocidos como «Los doce de la fama», en referencia a los pioneros que iniciaron esta misión humanitaria en un entorno tan peligroso. Los doce integrantes iniciales fueron:
- Juan Outón Barahona
- Argimiro García Granados
- José Linares Fernández
- Luciano Rodríguez González
- Francisco Faundez Rodríguez
- Manuel Vázquez Labourdette
- Manuel García Matías
- José Bravo López-Baños
- Francisco Pérez Pérez
- Joaquín Baz-Sánchez
- Ramón Gutiérrez de Terán Suárez-Guanes
- José Pérez Gómez

A lo largo del tiempo, más profesionales médicos se unieron a la misión, entre los que se destacan:
- Manuel Fernández Sánchez
- Vicente Peláez Montalvo
- José Merlo Saldaña
- Antonio Díaz Martínez
- Antonio Pérez del Prado
- Carlos Varea Martínez
- José Bello Rivadulla
- Francisco Sousa Barragán

## Rol y Contribuciones de la Misión
La misión sanitaria tuvo múltiples facetas en su esfuerzo por ayudar a la población civil del sur de Vietnam:
Tratamiento de heridos y atención médica: El equipo médico, compuesto por doctores, enfermeras y personal de apoyo, trató a una gran cantidad de heridos de ambos bandos, además de ofrecer atención sanitaria a los civiles en áreas rurales. Las heridas de guerra, que incluían amputaciones y otras cirugías complejas, fueron un aspecto central del trabajo de la misión.
Campañas de vacunación: Una parte crucial de la misión fue la campaña de vacunación que ayudó a prevenir brotes de enfermedades como el cólera, la malaria y la disentería, que se propagaban rápidamente debido a las pésimas condiciones sanitarias en las zonas afectadas por la guerra.
Atención en áreas rurales: La misión se centró en áreas rurales como Gò Công, donde la población no tenía acceso a servicios médicos regulares debido a la destrucción provocada por el conflicto. En muchos casos, los médicos españoles trabajaron en condiciones extremas, utilizando unidades móviles para llegar a las aldeas más remotas.
Capacitación de personal local: Además de proporcionar atención médica directa, los médicos y enfermeras españoles formaron a personal médico local, dejando un legado de conocimiento que continuó beneficiando a la población después de la finalización de la misión.

## Implicaciones diplomáticas y políticas
La misión, aunque de naturaleza humanitaria, tenía también una dimensión diplomática. Al responder a la campaña Campaña Más Banderas de Estados Unidos, España buscaba fortalecer sus lazos con sus aliados occidentales, en particular con el gobierno estadounidense, sin comprometerse militarmente en el conflicto. La misión ofrecía una manera de mostrar solidaridad con Occidente y de proyectar una imagen positiva de España en el escenario internacional, sin involucrarse directamente en la guerra.
La Misión Sanitaria también ayudó al régimen franquista a mejorar su imagen internacional, mostrando a España como un país capaz de contribuir a la resolución de crisis humanitarias globales, incluso en un momento en que el régimen enfrentaba críticas por su carácter autoritario.

## Legado e impacto
Aunque la misión fue relativamente pequeña en comparación con otros esfuerzos internacionales, su impacto en las comunidades rurales del sur de Vietnam fue significativo. Proporcionó atención médica esencial en un momento de necesidad extrema, salvando vidas y mejorando las condiciones sanitarias en la región. Además, la capacitación del personal médico local aseguró que los efectos de la misión perduraran más allá de su presencia física.
En España, la misión es recordada como un gesto de solidaridad internacional y una de las primeras misiones humanitarias del ejército español. Este esfuerzo contribuyó a cimentar las relaciones entre España y Vietnam, y se enmarca dentro de los esfuerzos humanitarios de España durante la dictadura de Franco.
La misión también sentó las bases para futuras participaciones españolas en misiones humanitarias internacionales, marcando el inicio de una tradición de ayuda sanitaria en zonas de conflicto que continuaría en décadas posteriores.